# Veres Lajos
Veres Lajos (Rudabánya, 1924. augusztus 11. – Budapest, 2011. október 17.) belsőépítész, formatervező érdemes művész. Folyami és tengerjáró hajók külső formatervezője és belsőépítésze. A Videoton formatervező iroda megalakítója és fennállásának végéig vezetője.

## Életpályája
Rudabányán született. A Magyar Iparművészeti Főiskolán 1953-ban diplomázott. Tanárai voltak: Kaesz Gyula, Juhász László, Schéffer Ferenc.
1946-ban a Miskolci Művésztelepen kezdte művészeti tanulmányait. 1947-ben felvették a Désy Huber Művészeti Népi Kollégiumba, ahol egy szobába került Nagy Lászlóval (író, költő), Molnár József és Kokas Ignác festőművésszel.
A Magyar Iparművészeti Főiskolán 1948-ban kezdte tanulmányait, majd 1953-ban diplomázott. Tanárai voltak többek között: Kaesz Gyula, Juhász László, Schéffer Ferenc.
Diplomamunkája egy hajó belsőépítészeti terve volt, amit meg is valósítottak a közreműködésével, mivel első munkahelye a Magyar Hajó és Darugyár lett (1953). Tengerjáró hajókat, úszódarukat, reprezentatív folyami hajókat (kormányzati, minisztertanácsi) tervezett. Folyamatosan önálló megbízásokra gyáraknak, üzemeknek különböző tárgyakat, használati eszközöket tervezett, mint például: rádiók, zeneszekrények, televíziók. Készített számos iroda és nemzetközi kiállítás belsőépítészeti tervét is, majd 1960–69-ig évente a Magyar Hajó és Darugyár kiállítási pavilonok terveit a Városligeti tavon.
1970-ben felkérésre került át a Videotonhoz, ahol négy éven belül megalapította az országban az első és a rendszerváltozásig egyetlen európai színvonalú formatervező irodát, ahol művészek generációi kezdték pályájukat.
Munkáival számos hazai és nemzetközi kiállításon vett részt. Az országban több millió ember otthonába jutottak el azok a tárgyak, melyeknek ő adott formát (minividi, Munkácsy color, hordozható mini színes TV, stb.). E tervek sorra kapták az elismeréseket és Formatervezési Nívódíjakat (1979, 1980, 1984, 1986, 1987). 1973-ban Munkácsy-díjjal tüntették ki.
1973-ban a Batthyány téri HÉV-végállomás, HÉV és METRÓ útvonal térplasztika tervét elkészítette. A belsőépítészeti munkái során az országban több vízmű vezénylőtermet készített, ennek eredményeképpen felkérték a győri víztorony (1975) terveinek elkészítésére.
1975-ben a Videoton 5 emeletes irodaházának belsőépítészeti terveinek elkészítésével, majd 1979-ben a Videoton 3 épületből álló komplexum (Moszkva), kereskedelmi, oktatási és szerviz központ tervezésével foglalkozott. Elkészítette a Videoton 7 emeletes műszaki kereskedelmi központ belsőépítészeti terveit (1988–89) és a Videoton BNV kiállítási pavilonok terveit évente (1970-89). 1980–81-ig a Törley Pince Múzeum belsőépítészeti terveinek készítésével foglalkozott. 1981–85-ig az Ikarus 400-as autóbusz belső terveit készítette (vezetőkabin, műszerfal stb.). 1983–86-ig a Soproni erdészeti és faipari egyetemen tanított bútortervezést és bútoresztétikát. 1989-ben nyugdíjba vonult, azóta szabad alkotóművészként bankokat, irodákat, lakásokat, szervizeket tervezett bel- és külföldre egyaránt. 1990-ben érdemes művész elismerést kapott. 1996–2011-ig a Redform Design Stúdió művészeti tanácsadója volt. 2008-ban Ernyei Gyula felkérésére életművét bemutatta az Árkád galériában „a szakma mesterei” kiállítás sorozat első kiállításán.

## Állami díjak, kitüntetések
- Munkácsy Mihály-díj 1973.
- Érdemes művész 1990.
- Nívódíjak 1979, 80, 84, 86, 87.

## Tanulmányutak
- 1965. Nyugat-Németország
- 1966. Svédország
- 1967. Norvégia
- 1971. Spanyolország
- 1988. Franciaország

## Tagságok
- Képző és Iparművészeti Szövetség Formatervező Szakosztály tagság 1961-től.
- Magyar Alkotóművészek Országos Egyesülete Belsőépítész Szakosztály 1961-től.
- MAOE Segélyezési Bizottság 1992-től.
- MAOE Választmányi Tag 1996–99.
- Faipari Tudományos Egyesület Bútor Szakosztály 1970-től.
- Gépipari Tudományos Egyesület Formatervező Szakosztály 1955-től.

## Kiállítások
- 1956. Díjnyertes kisbútorok kiállítása, Csók Galéria
- 1975. Jubileumi Iparművészeti Kiállítás, Műcsarnok
- 1988. Design In Europa, Stuttgart
- 1996. Belsőépítészet- Műhelymunka Vigadó Galéria
- 2008. A szakma mesterei Árkád galéria

## Művek köztéren, középületben
- MHD Székház aula Térplasztika Világtérkép (réz) 1968.
- Batthyány tér HÉV Végállomás Térplasztika HÉV, METRO útvonal (réz, zománc) 1973.
- Győr Víztorony (6000 m3) 1975.

## Főbb munkák
- 1100, 1500, 1900 brt tengeri áruszállító hajók 1953-tól
- 5, 16, 25, 100 tonnás úszódaruk külső és belső tervei 1955–67.
- 800, 400 személyszállító hajó Balatonra 1961.
- Balatoni Mentőhajó 1964.
- Kormányfői tárgyalóhajó külső és belső tervei 1967.
- Minisztertanácsi tárgyalóhajó külső és belső tervei 1969.
- MHD kiállítási pavilonok tervei évente a Városligeti tavon 1960–69.
- ÉESZR Nemzetközi kiállítás magyar pavilon (Moszkva) 1968.
- Batthyány téri HÉV-végállomás utas tájékoztató térplasztika (43 m2) 1973.
- Viziterv megbízás miskolci, győri, fonyódi, nyíregyházi, csepeli Vízművek színdinamikai terve, az irodák, vezénylők belsőépítészeti terve 1970–75.
- Győri 6000 m3 víztorony terve 1975.
- Hungarokamion számítógép központ terve 1975.
- Székesfehérvári Alutröszt számítógép központ terve 1976.
- Videoton 5 emeletes irodaház belsőépítészeti terve 1975.
- Videoton 3 épületből álló komplexum, kereskedelmi, oktatási, szerviz központ (Moszkva) 1979.
- Videoton 7 emeletes műszaki kereskedelmi központ belsőépítészeti tervei 1988–89
- Videoton BNV kiállítási pavilonok tervei évente 1970–89.
- Videoton rádiók, televíziók, hangdobozok, hifi készülékek formatervei kb. 70-80 féle köztük MINIVIDI, Munkácsy color, Super star, mini színes stb.
- Ikarus 400-as autóbusz belső tervei, vezetőkabin, műszerfal 1981–85.
- Törley Pince Múzeum 1980–81.
- Iraki halbiológiai intézet színdinamikai tervei, irodák belsőépítészeti tervei
- ÁÉB Bank Rt. elnöki iroda, Váci úti bankfiók, Váci utcai nonstop bankfiók
- Arany J. utcai bankfiók 1996–2001.

## Bibliográfia
- 1966. Forma, Szín és formatervezés a gépiparban II. (76-80 ábra)
- 1972. Ipari Művészet 72/1 (30. oldal)
- 1973. Ipari Művészet 73/4 (15-18. oldal)
- 1976. Propaganda Reklám 76/IV, V (37-40. oldal)
- 1978. Koczogh Ákos, Szép tárgyak dicsérete (212, 218–223. oldal)
- 1979. Vadas József, A Művészi Ipartól az Ipari Művészetig (129. oldal)
- 1982. Ipari Forma 82/2 (3-8. oldal)
- 1982. Ipari Forma 82/6 (12. oldal)
- 1983. A Művészet Története Magyarországon, a honfoglalástól napjainkig (520. oldal)
- 1988. Design In Europa (Stuttgart) (100. oldal)
- 1989. Ipari Forma 89/1 (5–8. oldal)
- 1993. Ernyey Gyula, Made In Hungary, 150 év legjobb formatervei (140. oldal)
- 2004. Lelkes Péter, ArtDesigner (a magyar formatervezés fél évszázada)